# Stockacher Narrengericht

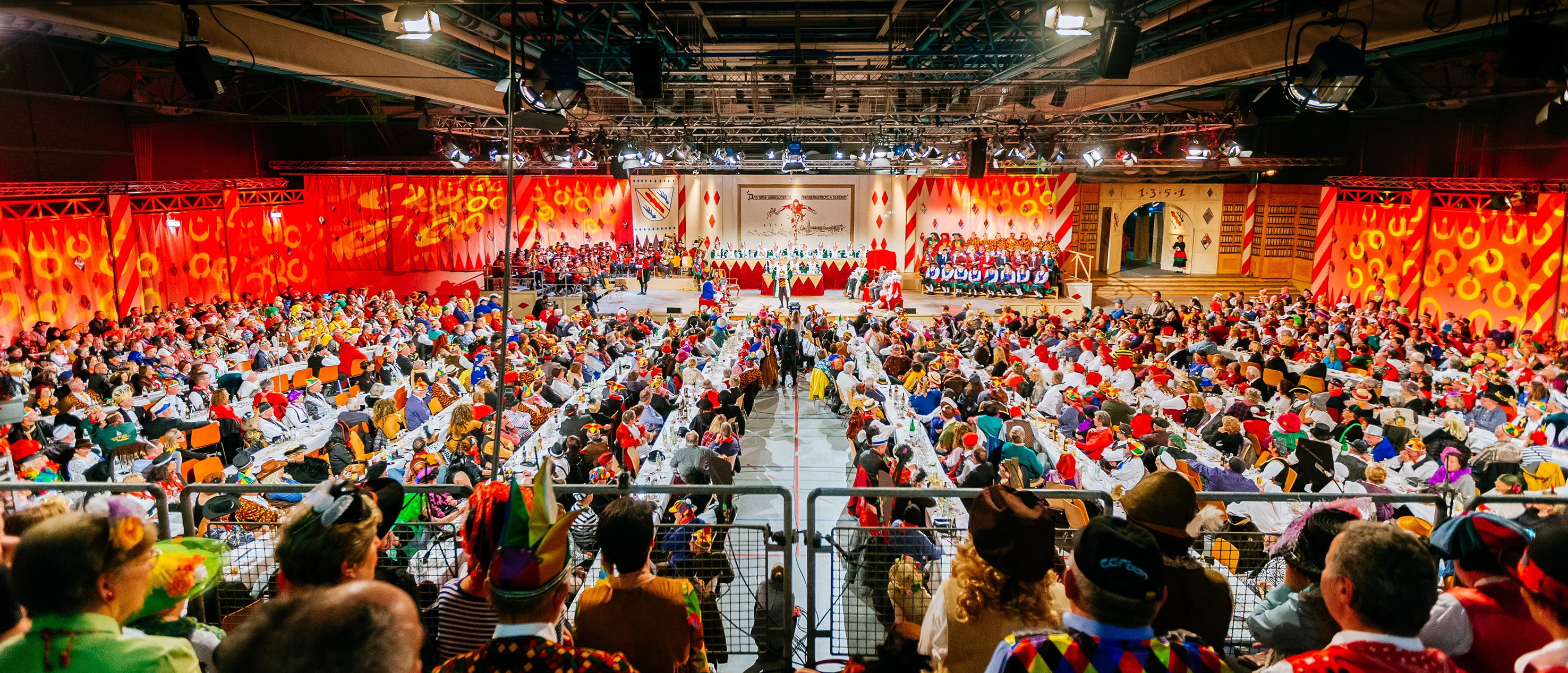
Das Hohe grobgünstige Narrengericht zu Stocken

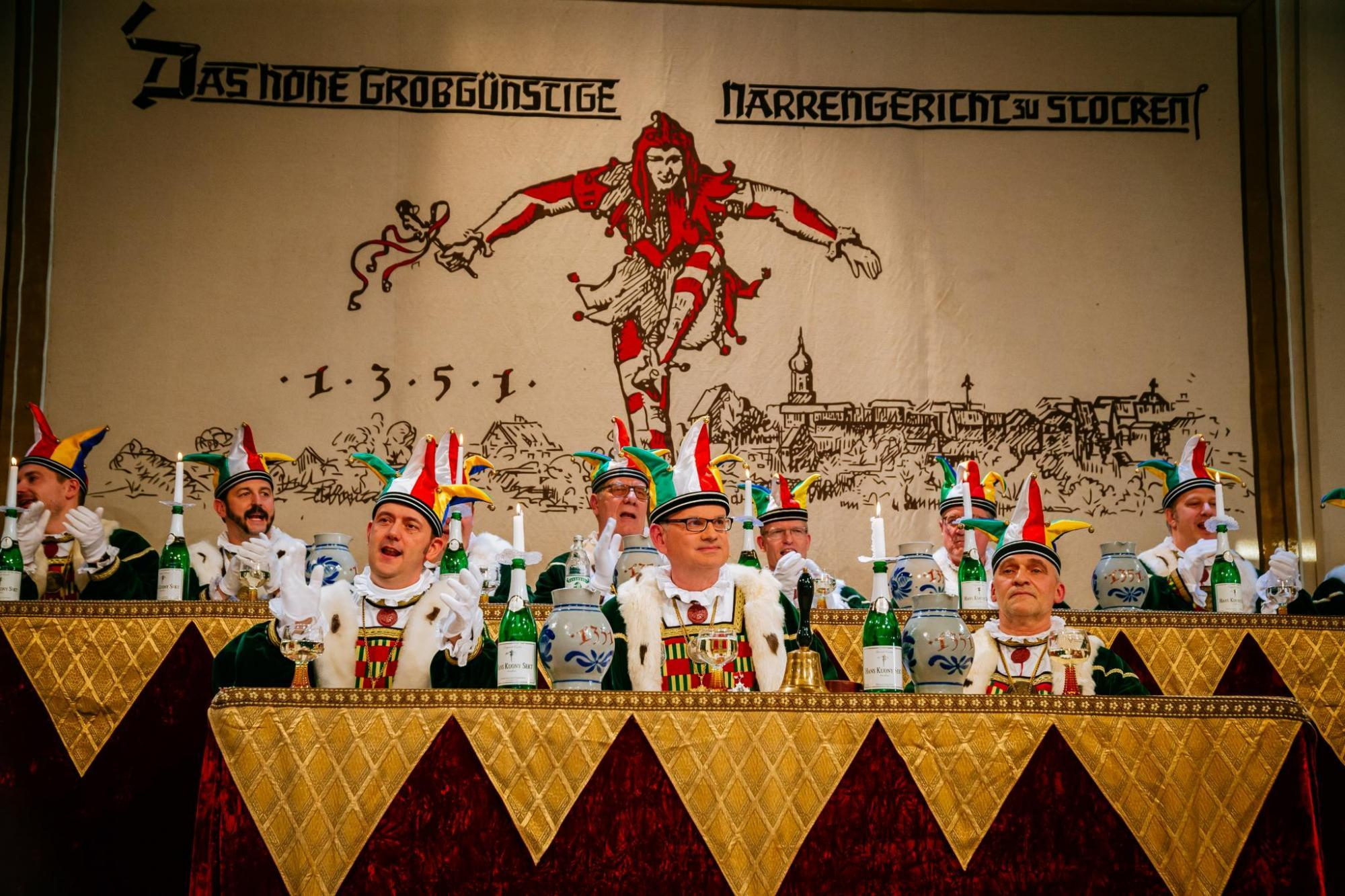
Narrengericht 2017

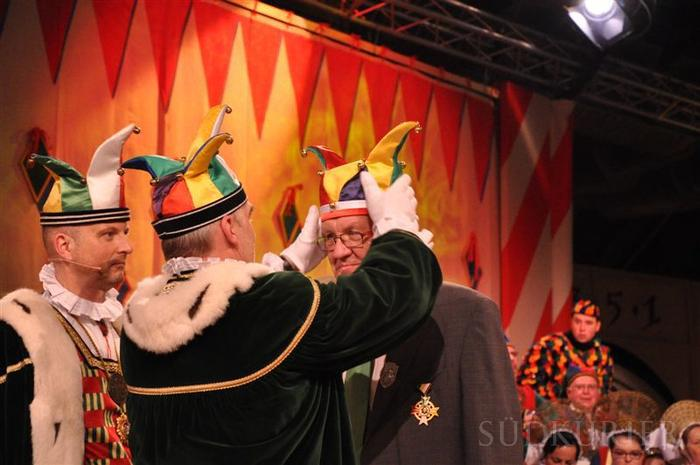
Ministerpräsident Winfried Kretschmann wird Stockacher Laufnarr 2014

Das Hohe Grobgünstige Narrengericht zu Stockach, kurz Stockacher Narrengericht, ist eine traditionelle, jährlich am „Schmotzige Dunschtig“ in Stockach stattfindende Veranstaltung der schwäbisch-alemannischen Fastnacht, bei der eine Persönlichkeit aus der Landes- oder Bundespolitik „angeklagt“ wird. Das Brauchtum geht auf die „Schlacht am Morgarten“ im Jahr 1315 zurück. Der Hofnarr des habsburgischen Herzogs Leopold, Kuoni von Stocken, stammte aus der kleinen Amtsstadt Stockach. Er soll vor der Schlacht geraten haben, man solle nicht darüber reden, wie man zum Schlachtplatz hinkommt, sondern wie man wieder herauskommt. Für den guten Rat versprach der Habsburger dem Kuoni ein Privileg für dessen Heimatstadt Stockach. 1351 soll der habsburgische Herzog Albrecht das Privileg schließlich ausgestellt haben. Es besagt, dass die Stockacher „zwischen Lichtmeß und Lätare“ selbst regieren dürfen. Daraus entwickelte sich im Lauf der Jahrhunderte der Brauch des „Hohen Grobgünstigen Narrengerichts zu Stocken“. Lange Zeit wurde auf der Straße eine Verhandlung abgehalten. Seit 1960 lädt das Gericht prominente Politiker zur Verhandlung ein. Einige Male wurde seither auch an anderen Orten verhandelt, so in Furtwangen (Streit um den Ursprung der Donau) oder in Berlin (Streit, wem der Hafen von Lindau gehört).

## Geschichte

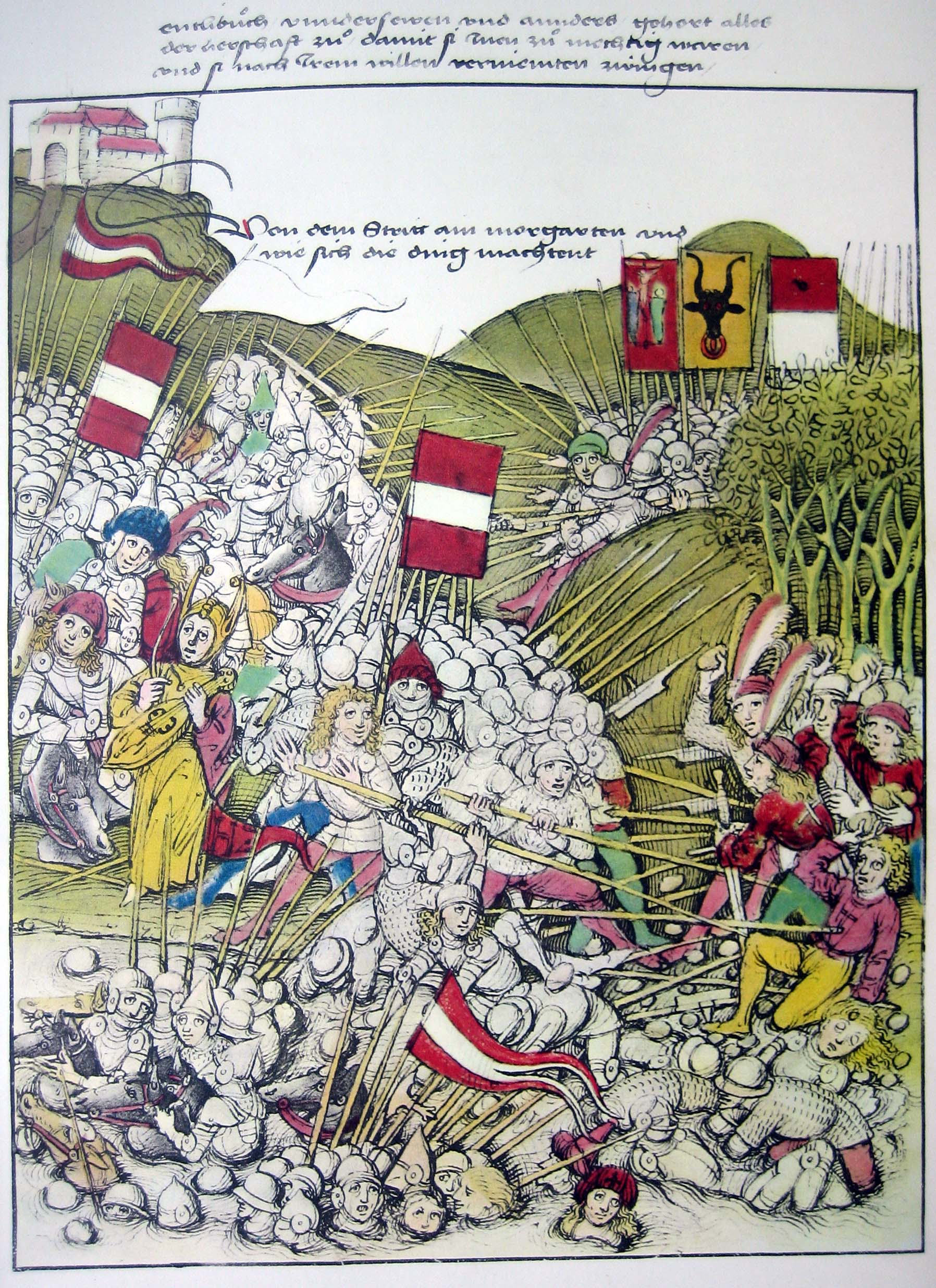
Schlacht am Morgarten

Das Stockacher Brauchtum geht auf einen Bericht zurück, in dem der Hofnarr Kuony von Stocken dem Erzherzog Leopold I. von Habsburg vor der Schlacht am Morgarten gegen die Einwohner des Dorfes Steinen (heute Teil von Schwyz im gleichnamigen Kanton) einen Rat gab.

„Nu hatte der hertzog einen Narren bi im, der hieß Kueni von Stocken; den fragte er ouch, wie ihm die sach gefiele? Der antwurt: Übel! Sprach der Hertzog: warum? Antwurt im der Narr: do hant si dir alle geraten, wa ir in das land komind, aber keiner hat graten, wa ir harwider uskomind“

Der erste Bericht in der Chronik des Konrad Justinger, um 1420 verfasst, nennt weder einen Ort der Schlacht noch berichtet er von der anschließenden Zusage, Leopold habe dem Hofnarren ein Privileg versprochen. Andere Schweizer Chronisten haben die Erzählung übernommen und mit weiteren Erzählungen ausgeschmückt. Ein Original des Privilegs von 1351 ist nicht mehr vorhanden, es gibt nur eine Abschrift von 1743. Ob diese inhaltlich dem Original entspricht, kann nicht geklärt werden. Zusätzlich gibt es aus dem Jahr 1687 die „Satzung und Ordnung“, in der das Brauchtum schriftlich niedergelegt ist. Darin wird das Narrengericht erwähnt und das Privileg als „Hauptbrief“ bezeichnet. In Stockacher Ratsprotokollen ist erstmals 1661 von einem „Narrengericht“ die Rede. In älteren Chroniken wird als Name des Hofnarren nur von einem Kuony (Kueni, Chuni) gesprochen. Der Vorname „Hans“ wurde ihm erst in späterer Zeit angedichtet, vermutlich durch falsches Abschreiben einer älteren Version des Privilegs. Konservative Historiker in der Schweiz haben die „Schlacht am Morgarten“ zu einem Freiheitskampf umgedeutet. In Veröffentlichungen wandelten sie das Schweizer Adelsgeschlecht der Habsburger zu Österreichern um und machten aus den Bewohnern des Dorfes Steinen „Schwyzer“ oder „Eidgenossen“. In einem Dokumentationszentrum bei Sattel im Kanton Schwyz wird in jüngster Zeit darauf hingewiesen, dass es vermutlich eine Auseinandersetzung zwischen einem habsburgischen Haufen und den Bauern aus Stein unterhalb des Morgartenberges zwischen Ägerisee und dem Ort Sattel gegeben haben könnte, der vermeintliche Freiheitskampf aus Sicht der modernen historischen Forschung aber ein Ableger der national gesinnten Geschichtsschreibung ist.

## Ablauf

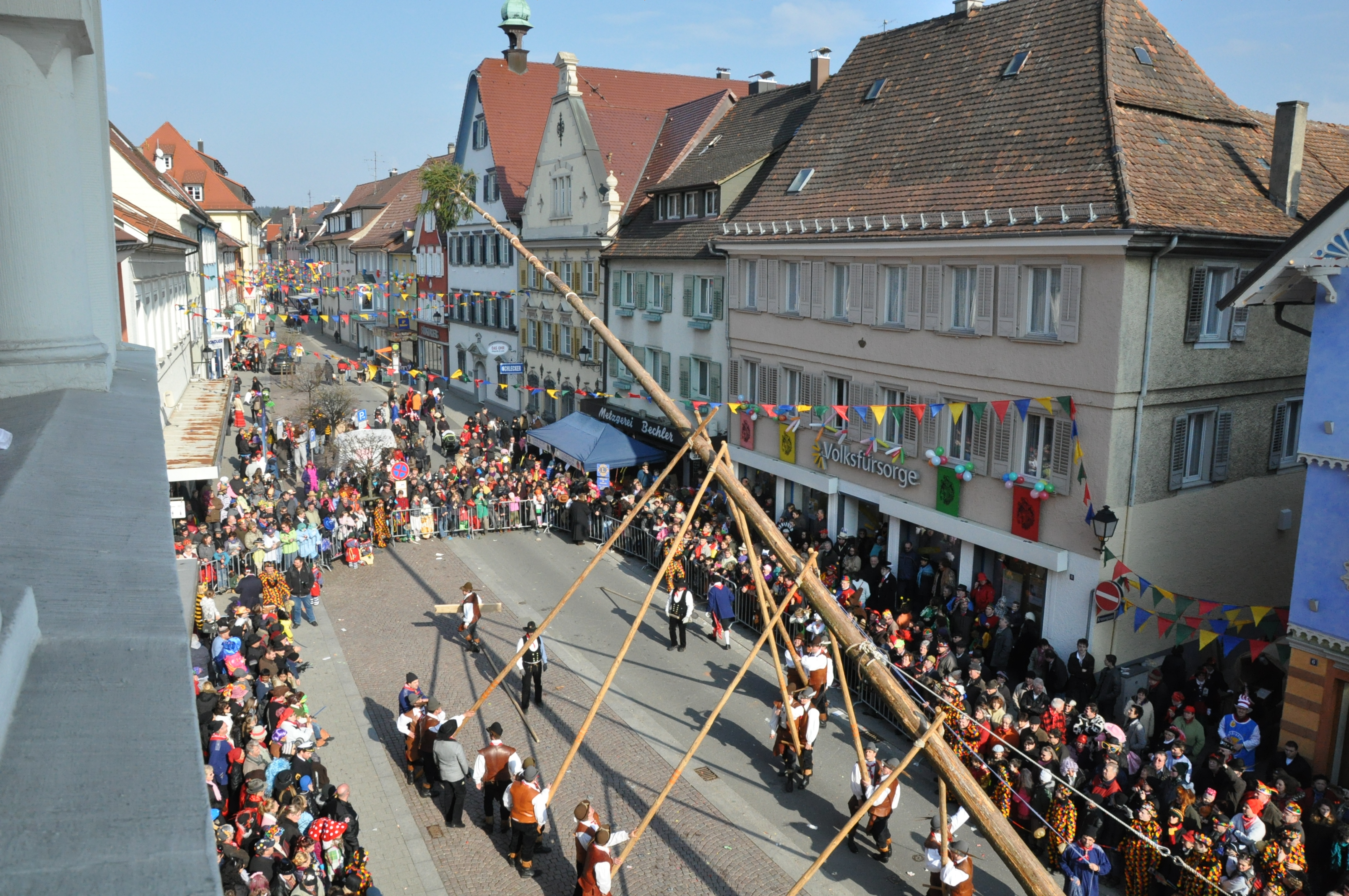
Narrenbaumsetzen am Schmotzige Dunschtig

An der Spitze des Narrengerichts, das höchstens 21 Mitglieder umfasst, steht der Narrenrichter. Weitere Ämter wie Laufnarrenvater, Kläger, Fürsprech, Säckelmeister, Narrenschreiber usw. kommen hinzu. Kläger, Fürsprech und Narrenrichter wählen jeweils einen Beklagten oder eine Beklagte aus der Bundes- oder Landespolitik aus und laden diesen zur Gerichtsverhandlung am Schmutzigen Donnerstag. Absagen erfolgen selten. Der Name des Beklagten bleibt bis zur ersten Narrenversammlung am 6. Januar (Dreikönigssitzung) auch dem Rest des Kollegiums unbekannt. Der Kläger schreibt seine Klageschrift, übergibt sie an den Fürsprech, der wiederum seine Verteidigung formuliert. Klage- und Fürsprachetexte werden dem Beklagten rechtzeitig zugestellt. Der Beklagte wird am „Schmotzige Dunschtig“ nach dem Narrenbaumsetzen in der öffentlichen und vom SWR Fernsehen übertragenen Hauptverhandlung vor dem „Hohen Grobgünstigen Narrengericht“ in der Jahnhalle in Stockach vor 1200 Zuschauern durch den Kläger angeklagt und durch den Fürsprech verteidigt. Der Beklagte verteidigt sich danach in einem Auftritt mit Selbstdarstellung. Das Urteil durch den Richter sieht zur Strafe je nach Schwere der Schuld vor, einen oder mehrere Eimer Weines (österreichisches Hohlmaß von 60 Liter) bis zum Laetare-Tag als Buße zu liefern. Die Verhandlung ist geprägt durch eine Mischung aus gutmütigem Spott und respektvoller Behandlung.

## Beklagte
Bereits 1960 wurde Kurt Georg Kiesinger, Ministerpräsident Baden-Württemberg, in der Scheffelhalle in Singen verurteilt.
Das Stockacher Narrengericht nahm seine Tätigkeit in Stockach erst ab 1965 wieder auf.
1. 1965: Kurt Georg Kiesinger, Ministerpräsident Baden-Württemberg
1966: – (keine oder unbekannt)
2. 1967: Hans Filbinger, Innenminister Baden-Württemberg
1968 und 1969: – (keine oder unbekannt)
3. 1970: Walter Krause, Innenminister Baden-Württemberg
4. 1971: Hermann Person, Regierungspräsident Freiburg
5. 1972: Johann Ruf, Ortsvorsteher der ersten von Stockach einverleibten Gemeinde Hindelwangen
6. 1973: Rudolf Eberle, Wirtschaftsminister Baden-Württemberg
7. 1974: Robert Maus, Landrat des Landkreises Konstanz
8. 1975: Martin Herzog, Landrat des Bodenseekreises
9. 1976: Werner Maihofer, Bundesminister des Innern
10. 1977: Robert Gleichauf, Finanzminister Baden-Württemberg
11. 1978: Karl Schiess, Innenminister Baden-Württemberg
12. 1979: Franz Josef Strauß, Ministerpräsident Bayern. Statt Wein wurde die Strafe in Bier beglichen.
13. 1980: Arnold Bächtold, Stadtpräsident von Stein a.R.
14. 1981: Lothar Späth, Ministerpräsident Baden-Württemberg
15. 1982: Gerhard Mayer-Vorfelder, Kultusminister Baden-Württemberg
16. 1983: Norbert Nothhelfer, Regierungspräsident Freiburg
17. 1984: Hans-Dietrich Genscher, Bundesminister des Äußeren
18. 1985: Dietmar Schlee, Innenminister Baden-Württemberg
19. 1986: Gerhard Stoltenberg, Bundesminister der Finanzen
20. 1987: Manfred Rommel, Oberbürgermeister Stuttgart
21. 1988: Norbert Blüm, Bundesminister für Arbeit und Soziales
22. 1989: Roman Herzog, Präsident des Bundesverfassungsgerichtes
23. 1990: Wolfgang Schäuble, Bundesminister des Innern
1991: keine Sitzung wegen des Golfkriegs
24. 1992: Erwin Vetter, Umweltminister Baden-Württemberg
25. 1993: Erwin Teufel, Ministerpräsident Baden-Württemberg
26. 1994: Joschka Fischer, Umweltminister Hessen
27. 1995: Dieter Spöri, Wirtschaftsminister Baden-Württemberg
28. 1996: Bernhard Vogel, Ministerpräsident des Freistaates Thüringen
29. 1997: Annette Schavan, Kultusministerin Baden-Württemberg
30. 1998: Kurt Biedenkopf, Ministerpräsident des Freistaats Sachsen
31. 1999: Frank Hämmerle, Landrat des Landkreises Konstanz (CDU). Urteil: Schuldig, Strafe: 2 Eimer Wein
32. 2000: Kurt Beck, Ministerpräsident von Rheinland-Pfalz (SPD). Urteil: Schuldig, Strafe: 2½ Eimer Wein
33. 2001: Angela Merkel, Bundesvorsitzende der CDU. Urteil: Schuldig, Strafe: 1½ Eimer Wein (= 150 Flaschen inkl. Verzugszinsen)
34. 2002: Guido Westerwelle, FDP-Parteivorsitzender. Urteil: Schuldig, Strafe: 1 + 18 % Eimer Wein
35. 2003: Sven von Ungern-Sternberg, Regierungspräsident Freiburg (CDU). Urteil: Schuldig, Strafe: 1 Eimer Wein und 100 Liter Rothaus Bier
36. 2004: Friedrich Merz, stellvertretender Fraktionsvorsitzender der CDU/CSU. Urteil: Schuldig, Strafe: 2 Eimer Wein
37. 2005: Peter Müller, Ministerpräsident des Saarlandes (CDU). Urteil: Erster und einziger Freispruch bisher, aber: Ordnungsstrafe wegen Ungebührlichkeiten gegenüber dem Gericht in Höhe von 2 Eimer Wein und Teilnahme am Laienschauspiel in Stockach.
38. 2006: Franz Josef Jung, Verteidigungsminister des Bundes (CDU). Urteil: Schuldig, Strafe: 2 Eimer Wein
39. 2007: Günther Oettinger, Ministerpräsident des Landes Baden-Württemberg (CDU). Urteil: Schuldig, Strafe: 4 Eimer Wein
40. 2008: Andrea Nahles, Stellvertretende SPD-Parteivorsitzende. Urteil: Schuldig, verurteilt zu 4 Eimern Wein.
41. 2009: Willi Stächele, Finanzminister des Landes Baden-Württemberg (CDU). Urteil: Schuldig, verurteilt zu 3 Eimern Wein plus eine Weinprobe und ein Vesper.
42. 2010: Renate Künast, Vorsitzende der Bundestagsfraktion von Bündnis 90/Die Grünen. Urteil: größtenteils schuldig, Strafe: 1½ Eimer Wein und eine Bürgermeisterkandidatur in Stockach.
43. 2011: Frank-Walter Steinmeier, Fraktionsvorsitzender der SPD im Bundestag. Urteil: schuldig in 2 von 3 Anklagepunkten, verurteilt zu 4½ Eimern Wein.
44. 2012: Philipp Rösler, Wirtschaftsminister, Vizekanzler und Bundesvorsitzender der FDP. Urteil: schuldig in 1 von 3 Anklagepunkten, verurteilt zu zwei Eimern Wein.
45. 2013: Heiner Geißler, ehemaliger Bundesminister für Jugend, Familie und Gesundheit, ehemaliger CDU-Generalsekretär. Urteil: schuldig in 2 von 3 Anklagepunkten, verurteilt zu drei Eimern Wein aus dem eigenen Weinberg.
46. 2014: Winfried Kretschmann, Ministerpräsident von Baden-Württemberg.[7] Urteil: schuldig in 1 von 3 Anklagepunkten, diesen aber verschärft schuldig zu drei Eimern Wein plus 200 Liter Bier.[8]
47. 2015: Peter Altmaier, Bundesminister für besondere Aufgaben.[9] Zeuge des Fürsprechs: Cem Özdemir; Urteil: schuldig in 1 von 3 Anklagepunkten, Strafe ein Eimer Wein.[10][11]
48. 2016: Alexander Dobrindt, Bundesminister für Verkehr und digitale Infrastruktur. Urteil: wurde am 4. Februar verhandelt.[12] Als Zeugin der Anklage trat Sabine Leutheusser-Schnarrenberger auf. Dobrindt wurde in einem von drei Anklagepunkten für schuldig befunden und zu drei Eimern Wein verurteilt, zusätzlich zur Nachhaftung der Zerstörung Stockachs durch die Bayern muss Dobrindt das 18-köpfige Gerichtskollegium auf das Münchner Oktoberfest einladen.
49. 2017: Malu Dreyer, rheinland-pfälzische Ministerpräsidentin. Schuldig in zwei von drei Anklagepunkten. Verurteilt am 23. Februar 2017 zu zwei Eimern Wein, jeweils einmal Rot- und einmal Weiß. Zusätzlich wegen Gerichtsbeleidigung zu einem halben Eimer Rotwein.[13]
50. 2018: Thomas Strobl, Landesvorsitzender der CDU Baden-Württemberg. Schuldig in allen drei Anklagepunkten. Strafe: Drei Eimer Wein, einen in weiß und in zwei in rot. Wobei ein Nachlass gewährt wurde, wobei ein Eimer Wein keine 60 Liter, sondern nur 41 Liter hat. Sowie den Wunsch des Angeklagten erfüllt und die Strafe verdoppelt. Somit sind insgesamt 246 Liter Wein bis Lätare fällig.
51. 2019: Annegret Kramp-Karrenbauer, CDU-Vorsitzende.[14] Schuldig in zwei von drei Klagepunkten. Verurteilt zu drei Eimern Wein und Stubendienst im Narrenstüble.
52. 2020: Cem Özdemir, B90/Grüne. Schuldig in einem von drei Anklagepunkten. Verurteilt zu zwei Eimern Rotwein, einem Eimer Weißwein und einem VHS-Kurs im Tütendrehen.
2021 und 2022: coronabedingter Ausfall[15][16]
53. 2023: Wolfgang Kubicki, Bundestagsvizepräsident, FDP. Verurteilt zur Zahlung von 210 Liter Wein. Zusätzlich muss er eine Runde Champagner und Austern für die Gerichtsherren ausgeben.[17]
54. 2024: Karl Lauterbach, Gesundheitsminister, SPD. Schuldig in allen drei Anklagepunkten. Verurteilt zu 240 Liter Strafwein und 240 Liter Mineralwasser. Ein Drittel der Strafe soll davon Lauterbachs Amtsvorgänger Jens Spahn (CDU) finanzieren. Außerdem soll er für die Beleidigung des Gerichts im Sommer Schokoladen-Eis im örtlichen Krankenhaus verteilen und zehn neue Mitglieder für den Krankenhausförderverein gewinnen.[18]
55. 2025: Julia Klöckner, Politikerin der CDU, ehemalige Bundesministerin für Ernährung und Landwirtschaft und ehemalige Deutsche Weinkönigin. Schuldig in einem von drei Anklagepunkten. Ernennung zur närrischen „Weinkönigin zu Stocken“ und verurteilt zu 60 Liter Strafwein sowie zu Sozialstunden am Ausschank beim Narrengericht.

## Narrenrichter
- 1671 Hans Baptist Hiller
- 1687 Bernhardt Burth
- 1694 Hanns Jerg Biechner
- 1702 August Pfeifer
- 1738 Franz Josef Bruder
- 1756 Max Reiser
- 1812 Bernhard Sugg
- 1814 Philipp Moll
- 1816 Thaddäus Harrer
- 1817 Anton Beschle
- 1826 Gedeon Weigel
- 1831 Johann Baptist Küchle
- 1868 Josef Hinterskirch
- 1879 Carl Leopold Faller
- 1891 Heinrich Koßbiehl
- 1894 Richard Hermann
- 1895 Anton Brodmann
- 1898 Hermann Hammerer
- 1899 Franz Xaver Strobel
- 1904 Franz Stephan
- 1922 Friedrich Dandler
- 1932 August Rettich
- 1946 Hermann Muffler
- 1950 Friedrich Dandler
- 1964 Otto Anemüller
- 1969 Walter Schneider
- 1989 Josef Kessler
- 1990 Karl Bosch
- 2004 Wolfgang Reuther
- 2011 Frank Bosch
- seit 2016 Jürgen Koterzyna

## Kläger vor Gericht
- 1965 bis 1970: Dieter Braun
- 1971 bis 1999: Alfred Eble
- 2000 bis 2003: Klaus Angele
- 2004 bis 2018: Thomas Warndorf (Ankläger bis 2018, bis dahin 18 Anklagen erhoben)[19]
- 2019 bis 2024: Wolfgang Reuther
- 2025: Michael Nadig

## Fürsprech vor Gericht und Chef des Protokolls
- 1965 bis 1998: Heinrich Wagner
- 1999 bis 2010: Frank Bosch
- 2011 bis 2024: Michael Nadig
- seit 2025: Christoph Stetter[20]

## Trivia
Heinrich Hansjakob dichtete am 10. Tage des Narrenmonats Februar im Jahre 1907:
Bin ohne Titel, ohne Orden

Gottlob ein alter Narr geworden,

Woll't eitle Titel nie erwerben

Und schlicht auch ohne Orden sterben.

Nun kommt Alt-Stockachs Narrengericht,

Das meinen Vorsatz jäh durchbricht:

Zum „Ehrenlaufnarr“ klipp und klar

Hat's mich erwählt in diesem Jahr.

Hat mir Hans Kuonys 1. Klasse

Verlieh'n im Ernst, nicht zum Spasse.

Mit Diplom und in Brillanten,

Wie nur in Stockach sie verbanden.

Das Alter schützt vor Narrheit nicht,

Vernimm es drum Du Narrengericht:

Ich nehme Titel an samt Orden,

Wie mir sie sind zuteil geworden!

Doch hör dazu auch meinen Grund,

Der einzig mich bestimmen kunnt.

Den Narrentitel anzunehmen

Und mich des Ordens nicht zu schämen.

Hans Kuony hatte echten Sparren

Den Orden stiftet er für Narren:

Narren sind – es klingt ja bitter –

Die allermeisten Ordensritter.

Drum „grobgünstig Narrengericht“

Verschmäh' auch ich die Ehrung nicht;

Denn närrisch war allzeit und grob

Dein „Ehrenlaufnarr“ Hansjakob.
(Abdruck in der Reichspost. 17. Februar 1907.)

## Weitere Narrengerichte der Region
In folgenden Städten der Region gibt es ebenfalls Narrengerichte:
- Pfullendorf: Streckgericht am Fasnachtsdonnerstag
- Tiengen: Malefiznarrengericht am Fasnachtssamstag
- Meßkirch: Gericht der „Nasenschleifer“ am Schmotzige Dunschtig
- Konstanz: Jakobiner-Tribunal am Schmotzige Dunschtig